# Passo del Giogo
Il passo del Giogo è un valico dell'appennino tosco-romagnolo posto ad un'altitudine di 882 m s.l.m., che ne fa uno dei più bassi valichi dell'appennino settentrionale. È ubicato in provincia di Firenze, tra il comune di Firenzuola e il comune di Scarperia, lungo la ex strada statale 503 del Passo del Giogo (dal 2005 strada provinciale). Separa la valle del Santerno dalla valle del Mugello.
Durante la seconda guerra mondiale fu presidiato dalla linea difensiva tedesca denominata Linea Gotica. Nel settembre 1944 fu qui che si realizzò lo sfondamento alleato della linea gotica, con una serie di assalti durati 5 giorni da parte dei soldati del II Corpo U.S.A.
In particolare vennero investite le alture di Monticelli e monte Altuzzo, prospicienti il versante sud del passo e difese dai soldati tedeschi della 4ª divisione paracadutisti della Luftwaffe.
Nei pressi del valico è ubicata la stazione meteorologica di Rifredo Mugello del servizio meteorologico dell'Aeronautica Militare, situata nei pressi dell'omonima località e di fondamentale importanza per lo studio del clima della zona.